# Décembre 1844
Cette page présente les faits marquants du mois de décembre 1844.

## Événements
- Charles Dickens, de passage à Paris, rencontre de nombreuses personnalités, dont Victor Hugo.

- 4 décembre : James Knox Polk, partisan de l’expansion territoriale, est élu président des États-Unis par 170 voix contre 105 à son adversaire républicain, Henry Clay.

- 26 décembre, France : ouverture de la session parlementaire de 1845.

- 29 décembre, France : ordonnance de création d'un Conseil des prud'hommes. Il est installé le 11 mars 1845 au Palais de Justice.

- 30 décembre, France : échec du projet de loi de Villemain sur la réforme de l’enseignement secondaire. Démission de Villemain, qui est atteint d'une maladie mentale et quitte son poste de ministre de l'Instruction publique.

## Naissances
- 7 décembre : Juan Alais, guitariste argentin.
- 8 décembre : Émile Reynaud, inventeur du dessin animé.
- 18 décembre : Lujo Brentano, économiste et un grand réformateur social allemand.

## Décès
- 17 décembre :
  - Clara Webster, danseuse britannique.
  - Franz Wilhelm Sieber (né en 1789), botaniste allemand.
- 23 décembre : Georg, comte de Münster (né en 1776), paléontologue allemand.